# Eberstein-Naugard

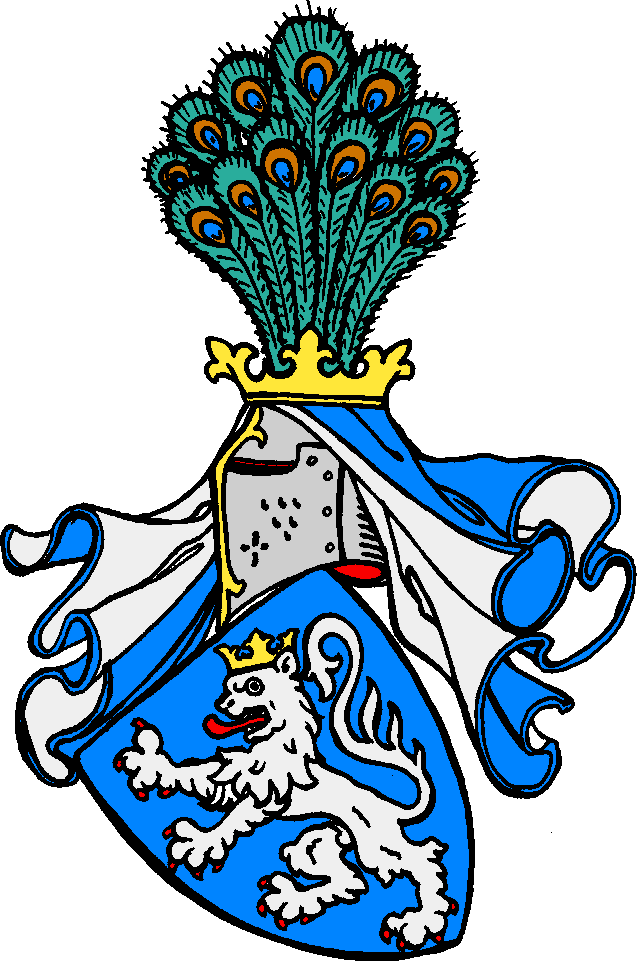
Wappen der Grafen von Eberstein

Die Grafen von Eberstein-Naugard, auch Everstein, waren ein pommersches Grafengeschlecht, das als Grafen von Eberstein, Herren des Landes zu Naugard vom 13. bis zum 17. Jahrhundert die Grafschaft Naugard, eine Unterherrschaft auf dem Gebiet des Bistums Cammin in Pommern, besaß.

## Geschichte
Der Begründer der pommerschen Familie, Otto IV. von Everstein, der dem niedersächsischen Zweig der Eversteiner entstammte, wurde 1274 erstmals in Pommern erwähnt. Durch den Bischof Hermann von Gleichen, den Bruder seiner Mutter, wurde er 1274 mit der Burg und dem Flecken Naugard und 700 Hufen Land belehnt. Die Nachkommen Ottos von Everstein verliehen Naugard 1309 das Stadtrecht.
Die Ebersteiner Grafen führten in ihrer Geschichte mehrere Fehden gegen andere pommersche Adelsfamilien. Eine Fehde der Naugarder Grafen Ludwig und Albrecht mit Dinnies von der Osten und dessen Sohn Ewald um Besitzungen in Plathe wurde in den Jahren 1479 und 1480 von Herzog Bogislaw X. beigelegt.
Ab 1481 war das Land Massow im Pfandbesitz der Naugarder Grafen. Im Jahr 1523 belehnte Bogislaw X. den Grafen Georg I. mit dem Land und der Stadt Massow.
Die Politik ihrer Lehnsherren, der Camminer Bischöfe, unterstützten die Naugarder Grafen uneingeschränkt und näherten sich wie diese meist den brandenburgischen Markgrafen an. Im Jahr 1472 wurde der junge Graf Ludwig von Everstein zum „postulatus“ des Bistums Cammin ernannt. Da der von Papst eingesetzte Bischof nicht im Stift erschien, verwaltete Ludwig bis 1479 die Diözese. Die 1518 erfolgte Bestätigung des Grafen Wolfgang von Everstein zum Koadjutor des Bistums wurde auf Betreiben Bogislaws X. rückgängig gemacht.
Mit Ludwig Christoph von Eberstein starb das Geschlecht am 3. Dezember 1663 im Mannesstamm aus. Mit der Grafschaft Naugard wurde 1665 Ernst Bogislaw von Croy belehnt. Nach dessen Tod 1684 wurde die Grafschaft zu einem brandenburg-preußischen Domänenamt.

## Wappen
Das Wappen zeigt in Blau einen gold-gekrönten silbernen Löwen. Auf dem Helm mit blau-goldenen Decken ein gekrönter Pfauenschwanz.

## Stammliste
1. Otto, urkdl. 1266–1313, erhält 1274 Schloss und Stadt Naugard mit 700 Hufen Land zum Lehen
  1. Hermann, urkdl. 1302–1327
    1. (?) Otto, urkdl. 1331–1376
      1. Ludwig, urkdl. 1387–1401; ⚭ I Euphemia von Putbus, ⚭ II Anna Elisabeth von Manderscheid
        1. Albrecht; ⚭ (Ursula)
          1. Otto († nach 1518); ⚭ Agathe von der Marwitz
            1. Albrecht; ⚭ NN von Blankenburg-Regenstein
              1. Anna, 1531 Stiftsdame im Kloster Gandersheim

            2. Ludwig (1441–1502), 1469–1480 Postulat des Bistums Cammin; ⚭ 1480 Walpurgis von Hohenstein
              1. Georg (1481–1553), erhält 1523 Land und Stadt Massow zum Lehen[5]; ⚭ Walpurgis Gräfin von Schlick (1500–1575)
                1. Ludwig (1527–1590), Vertreter der pommerschen Landstände; ⚭ 1564 Gräfin Anna von Mansfeld († 1583)
                  1. Georg Kasper (1565–1629), Domprobst in Cammin; ⚭ Kunigunde Gräfin von Schlick († 1634)
                    1. Anna Maria (1591–1665); ⚭ 1614 Wolf Friedrich Freiherr Lamminger von Albenreuth († nach 1622), Kapitän
                    2. Ludwig Christoph (1593–1663) ††; ⚭ Magdalena von Fahrensbach († 1642)
                      1. Hedwig Eleonore (1623–1679); ⚭ 1652 Johann Ernst Graf von Wied (1623–1664)

                    3. Anna Katharina (1594–1673); ⚭ 1625 Georg von Dewitz (1597–1664)[6]
                    4. Georg (1598–1623), gefallen in Polen
                    5. Agnes (1600–1655), kaiserliche Fräuleinhofmeisterin; ⚭ I Georg Wolmar von Fahrensbach (1586–1633), Gouverneur von Livland; ⚭ II 1636 Werner Freiherr von Pallandt († vor 1642)[7]
                    6. Albin (1602–1622), gefallen in der Schlacht bei Höchst
                    7. Kasper (1604–1644), hessischer Generalleutnant

                  2. Albrecht (1567–1617); ⚭ 1610 Dorothea Distelmeyer (1588–1613)
                  3. Walpurgis, († nach 1613); ⚭ 1608 Johann Erkinger Freiherr von Seinsheim (1580–1620), Herr auf Erlach, Hohenkottenheim, Seehaus, Sünching und Wässerndorf[8]
                  4. Agnes (1576–1636); ⚭ I Ernst VII. von Hohnstein (1562–1593); ⚭ II 1598 Burchard Schenk von Tautenburg († 1605)

                2. Kunigunde; ⚭ 1549 Sigismund Berka von Dubá und Lipa († 1570)
                3. Sibylle († 1594); ⚭ Peter Berka von Dubá und Lipa († 1585)
                4. Wolfgang von Eberstein (1538–1592); ⚭ 1576 Anna zur Lippe (1551–1614)[9]
                  1. Anna (* 1578); ⚭ Georg Schenk von Landsberg († 1632), Herr auf Leuthen, Landrichter der Niederlausitz
                  2. Walpurga († 1645); ⚭ 1622 Hugo von Schönburg (1581–1644), (Herr auf Waldenburg)
                  3. Katharina (1579–1617); ⚭ Veit von Schönburg (1563–1622), 1582 Herr auf Lichtenstein
                  4. Agnes (1584–1626); ⚭ Friedrich Christoph Graf von Mansfeld-Hinterort (1564–1631)[10]
                  5. Magdalene (1588–1663); ⚭ Ernst Ludwig von Putbus (1580–1615)[11]

                5. Stephan Heinrich (1533–1613), Diplomat der Herzöge von Pommern, Landvogt zu Treptow; ⚭ 1577 Margarethe von Dietz (1544–1608)
                  1. Sabine Hedwig (1579–1631); ⚭ 1600 Erdmann von Putbus, Kommendator in Wildenbruch, pommerscher Landrat, Hofmarschall und Kanzler (1576–1622)[12]
                  2. Walpurgis (1580–1613); ⚭ 1603 Ernst Ludwig von Putbus (1580–1615)[11]

              2. Wolfgang (1483–1534), Domprobst in Cammin[13], erwirbt Quarkenburg[14]
              3. Agathe; ⚭ Woldemar von Putbus († nach 1521), Landvogt von Rügen[15]
              4. Hippolyta, Stiftsdame im Kloster Wollin

            3. Elisabeth; ⚭ Christoph von Polenz († 1497), Landvogt der Neumark

        2. Hans († 1446), schwedischer Reichsrat; ⚭ I Armgard von Bülow; ⚭ II Elena Lunge
          1. Philippa; ⚭ 1447 Sigurd Jonsson

        3. Klaus, urkdl. 1420–1434
        4. Witzlaw, urkdl. 1420–1447, Geistlicher

      2. Eleonore; ⚭ Ekhard von Dewitz († 1410), Graf zu Fürstenberg[16]

    2. (?) NN; ⚭ Ekhard von Dewitz († 1366/1367), Graf zu Fürstenberg, Herr auf Daber[17]